# Jean Proveux
 (avril 2017).
 (avril 2017).
Jean Proveux, né le 17 juillet 1938 à Sens (Yonne), est un universitaire (maître de conférences en géographie) et homme politique français membre du parti socialiste.
Après avoir été battu en 1973 et 1978, il est député d'Indre-et-Loire (IVe circonscription) de 1981 à 1993 (battu en 1993 par Hervé Novelli). Il est membre du groupe socialiste à l’Assemblée nationale. Il était auparavant également conseiller général du canton de Joué-lès-Tours (1979-1985) et conseiller municipal de Joué-lès-Tours (1983-1995). Il est également membre ès qualités du Conseil régional de la Région Centre pendant son premier mandat de député (1981-1986).[réf. nécessaire]

## Carrière professionnelle
- Maître-auxiliaire d'histoire-géographie au lycée Lakanal de Sceaux (Seine) (1960-1961)
- Professeur agrégé d'histoire-géographie au lycée Paul-Duez de Cambrai (1962-1963)
- Après le service militaire au 1er RAMA (Melun) puis au Service géographique de l'Armée (Levallois), est affecté au lycée Lakanal de Sceaux à partir du 1er janvier 1965
- Assistant de géographie à l'Université de Tours (1966-1969), puis maître-assistant de 1969 à 1981
- Détaché à l'Assemblée nationale de 1981 à 1993, il retourne à l'université de Tours comme maître de conférences de 1993 à 1999

## Carrière politique
- Adhère aux Jeunesses socialistes SFIO de la Seine en février 1956
- Secrétaire des Étudiants socialistes de Paris 1959-1960
- 1er secrétaire fédéral du parti socialiste SFIO en Indre-et-Loire 1967-1969
- Membre du secrétariat fédéral du nouveau parti socialiste de 1969 à 1981
- Secrétaire de la section du PS de Joué-lès-Tours de 1997 à 1999

## Activité parlementaire
- Membre de la commission des affaires culturelles, familiales et sociales de l'Assemblée nationale .
- Rapporteur pour avis du budget des anciens combattants et du budget des relations culturelles extérieures.
- Rapporteur de trois propositions de loi.
- Président du groupe d'amitié France-Bahreïn, vice-président de France-Pologne, France-Chili et France-Chypre, vice-président du groupe d'études viticoles.
- Membre de l'AIPLF (parlementaires de langue française).
- Membre de la délégation française pour le contrôle du referendum au Chili en octobre 1988.
- Membre de la délégation française au colloque de Varsovie sur « La Maison Commune » (Europe) en 1989

## Études
- Études primaires et secondaires au lycée Stéphane-Mallarmé à Sens (Yonne) 1943-1955
- Hypokhâgne au lycée Louis-le-Grand (Paris) 1955-1956
- Préparation au concours de l'École normale supérieure de Saint-Cloud au lycée Henri-IV (Paris) 1956-58
- Licence d'histoire et géographie, licence libre de géographie en Sorbonne 1957-1960
- DES de géographie (Les Néerlandais dans le Sénonais) 1961
- Agrégation de géographie 1962

## Distinctions
- Chevalier de la Légion d'honneur (1998)[2],
- Chevalier des Palmes académiques

## Publications
[réf. incomplète]
- Étude sur la frontière sino-soviétique -1964- Ministère de la Défense (non communicable)
- « La propriété foncière des citadins en Charente-Maritime » -1971- Société archéologique et historique de la Charente
- « Problèmes de propriété foncière en Charentes » -1972- Revue Norois no 75
- « Les Néerlandais dans le Sénonais : un exemple de migration rurale »- 1968 - Actes du 93e congrès des sociétés savantes - Paris 1970 -
- « Le négoce du cognac » -1972- Actes du 97e congrès des sociétés savantes -Paris 1976-
- « Les vins de Touraine » in Les Vins de la Loire, ouvrage collectif - Éditions Montalba - 1979 -
- « L'urbanisation des campagnes de la partie méridionale de l'agglomération tourangelle » en collaboration avec Michel Siéper - Cahiers de la Loire Moyenne -

## Activités diverses
- Responsable des Éclaireurs de France (1952-1955)
- Président du club UNESCO du Lycée Lakanal (1965-1966)
- Président de Joué 89, association d'étude et d'action municipale
- Membre du CNEFEL (Conseil national de formation des élus locaux) de 1999 à 2002
- Membre du bureau du Comité des jumelages de Joué-lès-Tours
- Membre de la commission départementale d'urbanisme
- Secrétaire puis président de l'association « Résoudre » (2000-2010), association d'insertion de publics défavorisés